# Corsept
Corsept é uma comuna francesa na região administrativa da Pays de la Loire, no departamento de Loire-Atlantique. Estende-se por uma área de 23,62 km². Em 2010 a comuna tinha 2 706 habitantes (densidade: 114,6 hab./km²).